# Andries Hendrik Potgieter
Pour les articles homonymes, voir Potgieter.
Andries Hendrik Potgieter, est un chanteur sud-africain blanc issu de la communauté afrikaner.

## Biographie

### Origines
Andries Hendrik Potgieter prétend être dignement afrikaans et fier de son héritage. Il est issu d'une célèbre famille de Voortrekkers qui ont marqué l'histoire des Afrikaners et du Grand Trek : il est un descendant de la septième génération du chef boer Andries Hendrik Potgieter, qui a apporté une contribution importante à l'histoire du pays : cet ancêtre, un voortrekker, a découvert les lieux qui deviendront les villages Potchefstroom et Ohrigstad et est l'un de ceux qui ont fondé des républiques boers au nord du fleuve Orange. La fierté de l'héritage familial est une constante dans l'histoire de sa famille. Si, comme beaucoup de jeunes Sud-Africains, Andries Hendrik n'avait, un jour, montré aucun intérêt pour l'histoire de sa famille, plus tard, il s'est déclaré prêt à marcher sur les traces de son ancêtre.

### Engagements communautaires et culturels
Andries-Hendrik Potgieter est un des initiateurs du projet Staan as Een, visant à l'épanouissement des jeunes et des valeurs morales. Avec Nadine Blom, lauréate d'un prix de la musique de l'Afrique du Sud (South African Music Awards), et le Soweto Gospel Choir (qui a remporté des Grammy Awards), Andries-Hendrik a enregistré un album sorti en mars 2011 et immédiatement disponible en plus de 400 magasins de disques. Ensemble avec Waldo Greeff, Andries Hendrik a écrit une prière nationale pour la jeunesse d'Afrique du Sud. Cette chanson, chantée en anglais, afrikaans et zoulou, est le nouvel hymne de la jeunesse et est censée être jouée lors de tous les grands événements nationaux, comme la Journée de la jeunesse et les célébrations de la Journée du patrimoine. Elle sert de vaccination positiviste en ces temps difficiles où les jeunes doivent faire face à des défis quotidiens, tels que la pauvreté et le chômage, et à un avenir sombre.
Il a également été désigné comme figure de proue du projet Basta du syndicat Solidariteit (Solidarité) ; ce projet vise à faire redécouvrir aux Afrikaners leurs racines et leur identité africaine dans l'ère moderne et a offert aux élèves du secondaire la possibilité de participer à un concours national d'écriture de paroles de chansons, les forçant ainsi à s'interroger sur leur origine. À Andries Hendrik a incombé la tâche de chanter la chanson thème, écrite par Waldo Greeff, Basta, et les autres chansons gagnantes. Huit chansons gagnantes ont été sélectionnées pour être enregistrées dans un album sorti en 2011. Le célèbre chanteur Steve Hofmeyr chante avec Andries Hendrik la chanson gagnante Ons is Afrika (Nous sommes l'Afrique).
Andries Hendrik est également l’artiste qui a été choisi par la Fédération des organisations culturelles afrikaans (F.A.K.) pour faire un album de vieilles chansons afrikaans bien connues. Avec Dirk van Niekerk de Noted Music, Andries Hendrik a donné un nouveau look à des chansons comme Sarie Marais et Daar kom die Alibama (L'Alabama arrive). Ces chansons, et d'autres, sont réunies dans l'album Rooiwarm (Rouge ardent), sorti en 2011.
Ancien toxicomane, producteur et trafiquant de stupéfiants et « Casanova gay », mais guéri depuis 2008, Andries Hendrik Potgieter s'est recyclé en orateur inspirant, témoignant de son retour à la foi chrétienne, de sa lutte contre la toxicomanie et de la nouvelle voie qu’a prise sa vie. En tant que chanteur chrétien en afrikaans, il parle avec des enfants et des parents des dangers de l'abus de drogues et de la façon dont on peut surmonter les obstacles les plus difficiles de la vie. Ainsi, au programme Expresso de la chaîne SABC 3, il donne un témoignage désarmant de ses expériences personnelles, y compris de l'abus sexuel dont il a été victime à l'âge de sept ans,.
Début 2013, Andries Hendrik Potgieter a fêté ses fiançailles avec Sya van der Walt, une journaliste de la compagnie de radio et de télévision de la République d'Afrique du Sud. Assistée par lui et par Sya, l'écrivaine sud-africaine Maretha Maartens (de) a écrit un livre sur la vie d'Andries Hendrik. Cette histoire d'amour, intitulée Liglopers (Marcheurs vers la lumière), est publiée par une maison d'édition chrétienne, la Christelike Uitgewersmaatskappy, en 2012,.

## Albums
- 2011, Andries Hendrik et autres, Stand as one. SyAn Productions.
- 2011, Andries Hendrik, Rooiwarm, SyAn Productions.
- 2011, Andries Hendrik, Basta (avec Steve Hofmeyr), SyAn Productions.

## Documents multimédias
- Ons is Afrika - Andries Hendrik Potgieter et Steve Hofmeyr

## Livre
- (af) POTGIETER, Andries Hendrik, et Maretha MAARTENS. Liglopers, Christelike Uitgewersmaatskappy, 2012  (ISBN 1431603422)  (ISBN 9781431603428), 158 p.